# Jannik Vestergaard
Jannik Vestergaard (født 3. august 1992) er en dansk fodboldspiller, der siden sommeren 2021 har spillet i den engelske Premier League-klub Leicester City.
Jannik Vestergaard er central forsvarsspiller og er med sine 1,99 m en hovedstødsstærk spiller.
Han kom oprindeligt fra Brøndby IF, hvorfra han i 2010 skiftede til tyske TSG 1899 Hoffenheim. I januar 2015 blev han solgt videre til ligakonkurrenterne fra Werder Bremen, og i 2016 blev han solgt til Borussia Mönchengladbach. I 2018 skiftede han til engelske Southampton F.C., og han blev i den forbindelse Danmarks dyreste fodboldspiller nogensinde. Prisen lød på 25 millioner euro, som i danske kroner er omtrent 185 millioner kroner.

## Klubkarriere
Jannik Vestergaard begyndte at spille fodbold i BK Vestia, hvorfra han kom via Frem og KB til Brøndby IF. Spejdere fra den tyske klub TSG 1899 Hoffenheim fik øje på ham i en kamp mod KB, og da Brøndbys ynglingehold kort efter mødte Hoffenheims ynglinge i en international turnering, gjorde han sig igen positivt bemærket. Klubben tilbød ham derpå en kontrakt, og han kom til Hoffenheim i sommeren 2010. Her spillede han først på andetholdet, men 16. april 2011 fik han sin bundesligadebut, da han blev skiftet ind i kampen mod Eintracht Frankfurt. Han nåede i alt 71 kampe for Hoffenheim.
I januar 2015 skiftede Vestergaard til Werder Bremen, hvor det blev til 48 kampe, inden han i sommeren 2016 skiftede til Borussia Mönchengladbach, hvor han kom til at spille i det centrale forsvar sammen med sin gamle holdkammerat fra U/21-landsholdet, Andreas Christensen, der var udlejet til klubben i sæsonen 2016-17.

## Landsholdskarriere
Selvom han tidligere har haft mulighed for at repræsentere Tyskland (han har en tysk mor), har han valgt at spille på de danske ungdomslandshold, og han har blandt andet spillet 28 kampe på Danmark U/21. Han var en af de centrale spillere på U/21-landsholdet, der deltog i slutrunden om EM i 2015.
Jannik Vestergaard fik sin debut på A-landsholdet i en venskabskamp mod Polen 14. august 2013 blev skiftet ind i den afgørende Euro 2016 playoff kamp mod Sverige i Parken den 17. november 2015, hvor han scorede til slutresultatet 2-2. Med denne indskiftning har han ikke længere mulighed for at spille for det tyske landshold. Han har siden spillet flere A-landsholdskampe, i flere tilfælde som indskiftningsspiller.
Ved EM-slutrunden i 2020 (afviklet 2021) etablerede Vestergaard sig for alvor på landsholdet, da han i fem af de seks kampe, Danmark spillede, indgik i startopstillingen i en trebackkæde.